# Lennart Thy
Lennart Thy (sinh ngày 25 tháng 2 năm 1992) là một cầu thủ bóng đá người Đức hiện đang chơi ở vị trí Tiền đạo cắm cho câu lạc bộ bóng đá Werder Bremen.

## Sự nghiệp
Ngày 18 tháng 1 năm 2015, Thy trở lại câu lạc bộ Werder Bremen thi đấu. Anh ký hợp đồng 3 năm với câu lạc bộ. Vào ngày 24 tháng 9 năm 2016, anh ghi bàn đầu tiên cho câu lạc bộ sau khi vào sân thay người trong chiến thắng 2–1 trước VfL Wolfsburg.

## Liên kết
- Lennart Thy tại fussballdaten.de (tiếng Đức)